# Дейвицка
«Дейвицка» (чеш. Dejvická) — станция пражского метрополитена. Расположена на линии A, между станциями «Градчанска» и «Боржиславка». Станция — вторая по загруженности в пражском метро после «И. П. Павлова», в 2008 году дневной пассажиропоток (вход+выход) превысил 117 тыс.
Станция была открыта 12 августа 1978 года в составе первого участка линии «А» «Дейвицка — Намести Миру». Ранее в честь В. И. Ленина называлась «Ленинова» (чеш. Leninová). В подземном вестибюле до конца 1980-х годов находился барельеф с изображением Ленина. Переименована в 1990 году. Современное название — от исторического района Праги Дейвице.
У станции «Дейвицка» имеются выходы на улицу Европейскую (чеш. Evropská; бывшая улица Ленина — отсюда старое название), площадь Победы (чеш. Vítězné náměstí) и здание генерального штаба армии Чешской Республики.
Трамвайные маршруты соединяют станцию с северными и западными районами (такими, как Велеславин, Либоц и др.).

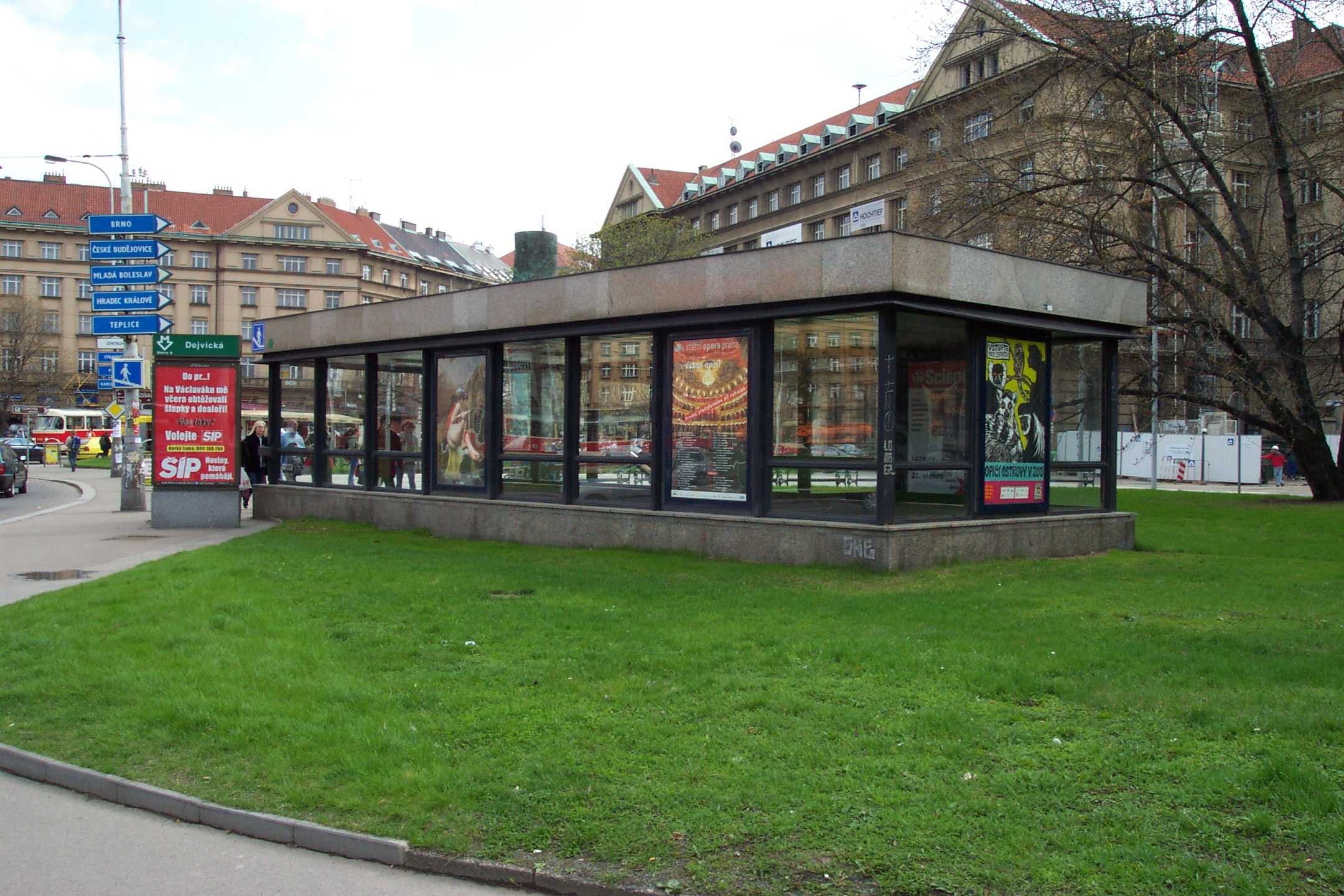
Вход на станцию Дейвицка на Площади Победы

## Характеристика станции
Станция сконструирована как долговременная конечная станция. Роль конечной «Дейвицка» сохраняла с момента постройки до 6 апреля 2015 года, когда были открыты новые станции метро на линии А: «Боржиславка», «Надражи Велеславин», «Петршины» и «Немоцнице Мотол». Также за станцией находятся два отстойных и два оборотных пути. Длина станции, включая эти пути, составляет 301 м. С платформы, не имеющей колонн и являющейся большим залом, ведут два выхода — каждый в отдельный вестибюль, причём эти вестибюли соединены пассажем, проходящим над платформой. Станция декорирована разноцветными вертикальными керамическими плитками.
На станции установлен один лифт между платформой и вестибюлем с пассажем (в восточной части платформы), и два лифта между пассажем и поверхностью — один посередине пассажа под остановкой автобусов в сторону аэропорта, второй — в западной части станции под Банскобыстрицкой улицей. Эскалаторами оборудован только западный вход на платформу.